# Matts Olsson
Matts Olsson (Eda, 1º dicembre 1988) è un ex sciatore alpino svedese.

## Biografia

### Stagioni 2004-2010
Olsson, nato Köla e residente a Åmotfors, ha debuttato in gare FIS nel febbraio del 2004, in Coppa Europa il 25 novembre 2006 nello slalom speciale di Salla, che ha chiuso al 41º posto, e ai Campionati mondiali nella rassegna iridata di Åre 2007, in cui si è piazzato 36º nella discesa libera e 28º nel supergigante. Il mese dopo ai Mondiali juniores di Altenmarkt-Zauchensee/Flachau ha vinto una medaglia d'argento e una di bronzo, rispettivamente nella discesa libera e nello slalom gigante.
In Coppa del Mondo ha esordito il 28 ottobre 2007 nello slalom gigante di Sölden, senza qualificarsi per la seconda manche; nella stessa stagione ai Mondiali juniores di Formigal ha vinto la medaglia d'oro nella combinata e un'altra medaglia di bronzo nello slalom gigante. È andato a punti per la prima volta in Coppa del Mondo il 28 febbraio 2009 con il 26º posto nello slalom gigante di Kranjska Gora. In Coppa Europa ha ottenuto il primo podio il 25 novembre 2009 a Levi (2º) e la prima vittoria l'11 febbraio 2010 a Oberjoch, in entrambi i casi in slalom gigante.

### Stagioni 2011-2020
Nel 2011 ha vinto la medaglia di bronzo iridata nella gara a squadre ai Mondiali di Garmisch-Partenkirchen, dove si è anche piazzato 24º nel supergigante e 18º nello slalom gigante. Nelle medesime specialità è stato rispettivamente 32º e 18º ai successivi Mondiali di Schladming 2013; ai XXII Giochi olimpici invernali di Soči 2014, suo debutto olimpico, si è classificato 14° nello slalom gigante. Nel 2015 ha conquistato l'ultima vittoria in Coppa Europa, nonché ultimo podio (il 17 gennaio a Lélex in slalom gigante) e ai Mondiali di Vail/Beaver Creek ha concluso al 5º posto lo slalom gigante. Il 29 gennaio 2017 ha ottenuto il suo primo podio in Coppa del Mondo, classificandosi 2º nello slalom gigante disputato a Garmisch-Partenkirchen; ai successivi Mondiali di Sankt Moritz 2017 si è classificato 6º nello slalom gigante.
Il 18 dicembre 2017 ha ottenuto la sua unica vittoria in Coppa del Mondo, nello slalom gigante parallelo disputato sulla Gran Risa in Alta Badia. Ai XXIII Giochi olimpici invernali di Pyeongchang 2018, sua ultima presenza olimpica, si è classificato 10° nello slalom gigante; l'8 dicembre dello stesso anno ha ottenuto a Val-d'Isère in slalom gigante l'ultimo podio in Coppa del Mondo (3º) e  l'anno dopo ai Mondiali di Åre, suo congedo iridato, è stato 16º nello slalom gigante. Si è ritirato al termine della stagione 2019-2020 e la sua ultima gara è stata lo slalom gigante di Coppa del Mondo disputato il 2 marzo a Hinterstoder, chiuso da Olsson al 19º posto.

## Palmarès

### Mondiali
- 1 medaglia
  - 1 bronzo (gara a squadre a Garmisch-Partenkirchen 2011)

### Mondiali juniores
- 4 medaglie:
  - 1 oro (combinata a Formigal 2008)
  - 1 argento (discesa libera ad Altenmarkt-Zauchensee/Flachau 2007)
  - 2 bronzi (slalom gigante ad Altenmarkt-Zauchensee/Flachau 2007; slalom gigante a Formigal 2008)

### Coppa del Mondo
- Miglior piazzamento in classifica generale: 27º nel 2018
- 4 podi (3 in slalom gigante, 1 in parallelo):
  - 1 vittoria
  - 1 secondo posto
  - 2 terzi posti

#### Coppa del Mondo - vittorie
| Data             | Località   | Paese  | Specialità |
| ---------------- | ---------- | ------ | ---------- |
| 18 dicembre 2017 | Alta Badia | Italia | PR         |

Legenda:

PR = parallelo

### Coppa Europa
- Miglior piazzamento in classifica generale: 14º nel 2010
- 4 podi (tutti in slalom gigante):
  - 3 vittorie
  - 1 secondo posto

#### Coppa Europa - vittorie
| Data             | Località | Paese    | Specialità |
| ---------------- | -------- | -------- | ---------- |
| 11 febbraio 2010 | Oberjoch | Germania | GS         |
| 28 novembre 2010 | Trysil   | Norvegia | GS         |
| 27 gennaio 2015  | Lélex    | Francia  | GS         |

Legenda:

GS = slalom gigante

### Nor-Am Cup
- Miglior piazzamento in classifica generale: 65º nel 2012
- 1 podio:
  - 1 terzo posto

### Australia New Zealand Cup
- Miglior piazzamento in classifica generale: 28º nel 2010
- 1 podio:
  - 1 vittoria

#### Australia New Zealand Cup - vittorie
| Data           | Località     | Paese         | Specialità |
| -------------- | ------------ | ------------- | ---------- |
| 27 agosto 2009 | Coronet Peak | Nuova Zelanda | GS         |

Legenda:

GS = slalom gigante

### Campionati svedesi
- 14 medaglie[3][4]:
  - 6 ori (supergigante, slalom gigante nel 2008; slalom gigante nel 2009; slalom gigante nel 2010; slalom gigante nel 2012; slalom gigante nel 2015)
  - 3 argenti (slalom gigante nel 2007; supergigante, supercombinata nel 2009)
  - 5 bronzi (discesa libera nel 2008; slalom speciale nel 2009; slalom gigante nel 2011; slalom gigante nel 2014; slalom gigante nel 2017)